# Ametista (Steven Universe)
Ametista é uma personagem fictícia do desenho animado Steven Universe, criado por Rebecca Sugar. Ela é uma Gem (Jóia em Portugal), ser alienígena que existe no formato de uma gema de ametista com formato pentagonal. O corpo das Gems são feitas de luz e não é diferente com ela.
Seus arcos de história ao longo da série se concentram principalmente em superar sua baixa autoestima, causada principalmente por ela se sentir inferior a outras Gems pelo fato de ser "defeituosa" por ter estatura mais baixa do que uma ametista comum e ter nascido milênios depois das outras ametistas. A criadora da personagem, Rebecca Sugar, declarou em julho de 2018 que Ametista (além do restante das Gems) é uma mulher não-binária.

## Criação de Personagem
O visual e a aparência de Ametista foram redesenhados e recriados entre o episódio piloto de Steven Universo e o primeiro episódio da série. 
Originalmente ela possuía cabelo de cor lilás claro e roupas muito mais caseiras, no episódio "O Brilho da Pedra", Ametista já possuía o visual mais próximo ao de uma adolescente com que ela ficou até o início da Segunda Temporada, antes de sua regeneração em "Reformas". No episódio quádruplo Mudar de ideia ela ganha um novo visual com uma roupa de cima rasgada preta e um short jeans.

## Personagem
Ela é uma das três Crystal Gems (com Pérola e Garnet), que, junto com Steven, formam os personagens principais da série. Ela é mais hedonista e despreocupada do que as outras gems, e se comporta mais como uma irmã mais velha de Steven. Ela sempre incentiva Steven a se divertir e era a única Gem que comia (por diversão). Sua pedra preciosa fica em seu peito e ela pode invocar um chicote roxo. Ao contrário de Pérola e Garnet, que eram aliadas da mãe de Steven, Rose Quartz, na antiga guerra Gem, Ametista juntou-se às Crystal Gems após o fim da guerra. Ela foi criada na Terra para ser um dos muitos soldados Ametistas do exército do império Gem. No entanto, ela foi criada menor e mais fraca do que as outras Ametistas, e muito depois que as outras partiram, deixando-a isolada por muitos anos antes de ser acolhida por Rose Quartz, como explicado em Sem Destino. Michaela Dietz falou sobre como sua experiência como adotada informa seu desempenho da Ametista a esse respeito.
Na Cultura das Gems, Ametistas são feitas para serem soldados grandes e fortes que servem para batalhar e ajudar a proteger alguns lugares. 
O arco de sua personagem se concentra em aceitar o fardo da responsabilidade e superar sua autoimagem recorrente de sua estatura menor e criação "defeituosa". Durante a quarta temporada, ela conhece os outros soldados Ametistas que foram criados ao lado dela, e seu apoio e afeto por ela se tornam uma fonte de validação emocional.

### Fusões
- Quando se funde com Pérola, forma Opal.

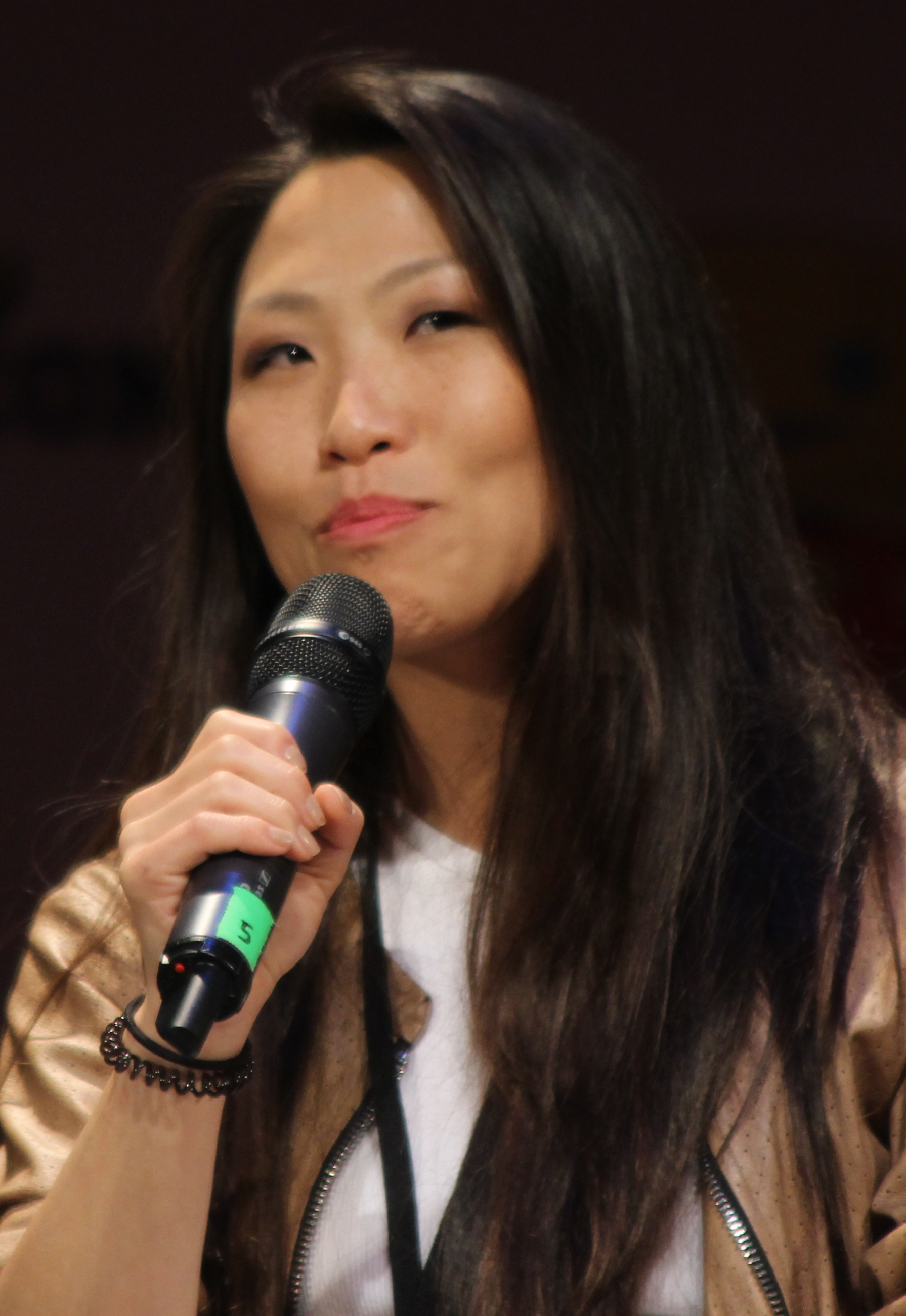
Michaela Dietz, voz original da personagem.

- Quando fundida com Garnet (Rubi e Safira), forma Sugilite.
- Quando fundida com Pérola e Garnet (Rubi e Safira), formam Alexandrite.
- Quando se funde com Steven (ou Rose Quartz) forma Quartzo Fumê.
- Quando se funde com Pérola, Garnet (Rubi e Safira) e Steven (ou Rose Quartz) formam juntos Obsidiana.

## Voz
Na versão Original, Ametista é dublada por Michaela Dietz. No Brasil, Flavia Fontenelle faz sua voz de falas e Mariana Féo faz suas músicas. Em Portugal, ela é dublada por Marta Mota. 

## Recepção e influência
Ametista foi recebida positivamente. Em 2015 e 2017, Michaela Dietz foi indicada para Melhor Performance Vocal Feminina em Série de Televisão - Comédia / Musical no Behind the Voice Actor Awards, juntamente com o resto do elenco de voz do programa. Eric Thurm do Polygon descreveu Ametista como "caótica" , enquanto Charles Pulliam-Moore do Gizmodo argumentou que Ametista está explorando sua identidade ao longo do show.
Por outro lado, Thurm elogiou a dublagem de Dietz.  Outros descreveram sua personalidade como indisciplinada e espontânea  e argumentando que ela cresceu para ser mais um dos personagens mais emocionalmente maduros da série.
 

Nicole Clark, uma escritora de cultura, relacionou Ametista e as outras Crystal Gems à sua própria criação multirracial. Hannah Collins da CBR | disse que as fusões de Ametista com outras Gems, juntamente com outras fusões de Gems, ilustraram os problemas com relacionamentos tóxicos. Embora os revisores da Comics Alliance e Paste tenham elogiado suas relações familiares com Steven, chamando-a de "quase-irmão reconfortante", Thurm do The AV Club a descreveu como a "adolescente angustiada" das Crystal Gems. Laura B. do The Geekiary descreveu Ametista como uma joia autocrítica que deveria se encaixar no arquétipo "encrenqueiro", hostil aos que a cercam, devido a "muito ódio interiorizado", mas depois ela cresce em autoconfiança à medida que a série avança, na opinião deles.